# Maynard I
Maynard I o Mainard (Mainardus), nacido en el siglo X y fallecido el 16 de abril de 991, perteneciente a la Orden Benedictina de Normandía, fue el primer abad de Monte Saint-Michel desde el 966 hasta el 991.

## Biografía

### Orígenes
Existe la cuestión sobre si Maynard de Saint-Wandrille y Maynard du Mont-Saint-Michel son la misma persona. Según Jean Laporte, Maynard de Saint-Wandrille sería el hijo menor de Wichmann I, conde sajón de la familia Billung y Geva, hijo a su vez del conde Meginhare. Por lo tanto sería hermano de Wichmann II, que es conde en Hamalant e hijo de Arnulfo I de Flandes, conde Flandre. Según Guillaume de Saint-Pair, Maynard du Mont-Saint-Michel es de origen normando, pero ni la revista Annales de Saint-Wandrille, ni Robert de Torigni diversifican sobre estos dos nombres.

## Abad del Monte

### Antes de Maynard
En la segunda mitad del siglo X, los Duques de Normandía, enriquecieron la iglesia de Saint-Michel con muchos bienes propios, saltándose la costumbre de los nobles de la época, pues lo habitual era que se gastaran su patrimonio para su propio placer.